# Polyspilota
Polyspilota (лат.) — род насекомых подсемейства Tenoderinae из семейства настоящих богомолов (Mantidae). Виды этого рода обитают в Африке.

## Виды
Род включает следующие виды:
- Polyspilota aeruginosa
- Polyspilota caffra
- Polyspilota comorana
- Polyspilota griffinii
- Polyspilota magna
- Polyspilota montana
- Polyspilota pavani
- Polyspilota robusta
- Polyspilota saussurei
- Polyspilota seychelliana
- Polyspilota voelzkowiana